# سوگواری

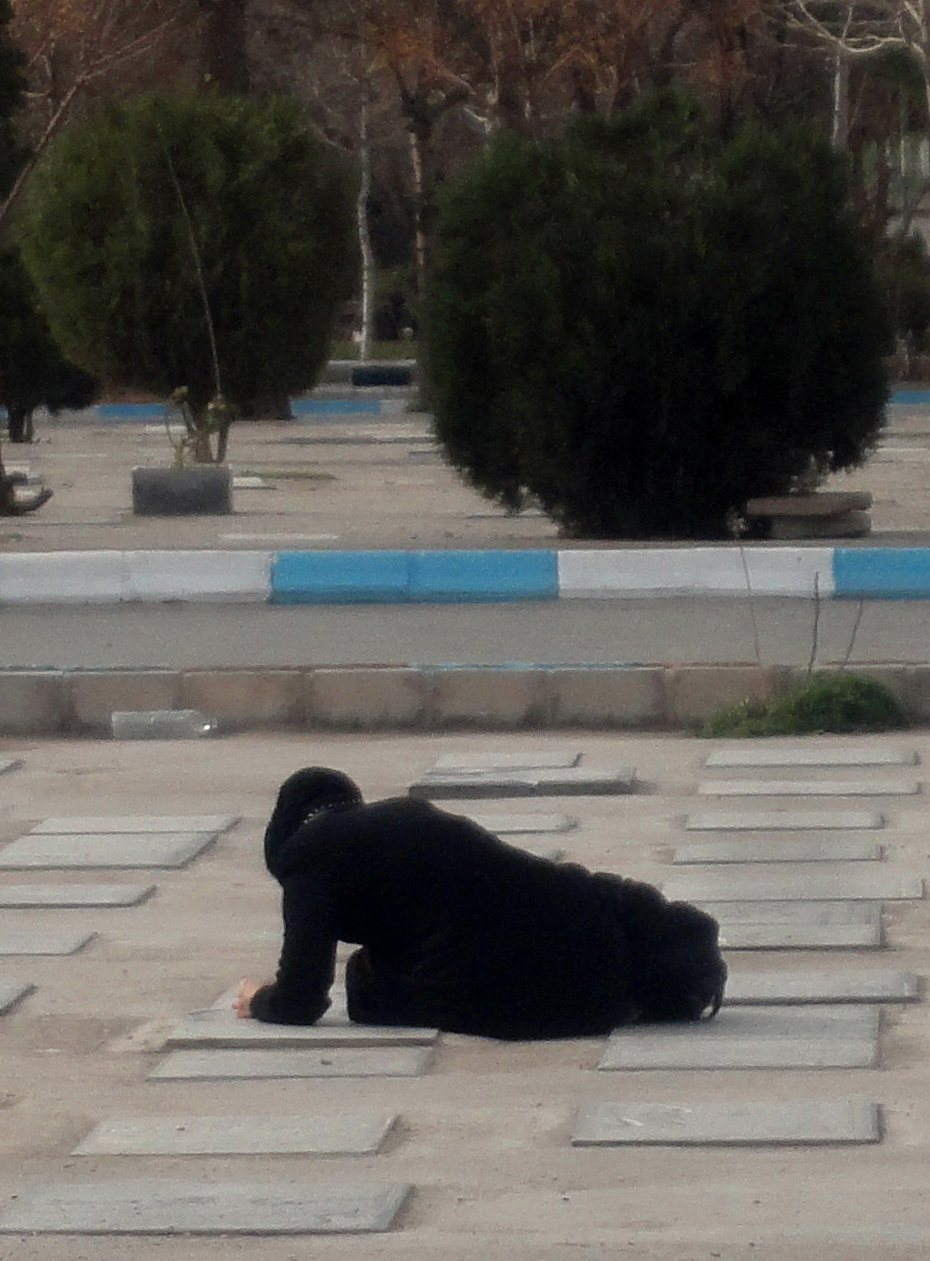
گورستان بهشت فضل، زنی که عمیقاً برای پدرش گریه می‌کند.

عزاداری یا سوگواری به مراسمی آیینی گفته می‌شود که به یادبود فرد درگذشته و به منظور صبر بر مصیبت وارد شده برای بازماندگان برگزار می‌شود.

## تاریخچه
عزاداری در اقوام و ملل گوناگون سابقه طولانی دارد. در دره زرافشان در حوالی سمرقند، نقش‌برجسته‌ای مربوط به دهه‌های پیش از میلاد وجود دارد که مجلس سوگ سیاوش نمایش می‌دهد.

## آیین‌ها و رسوم

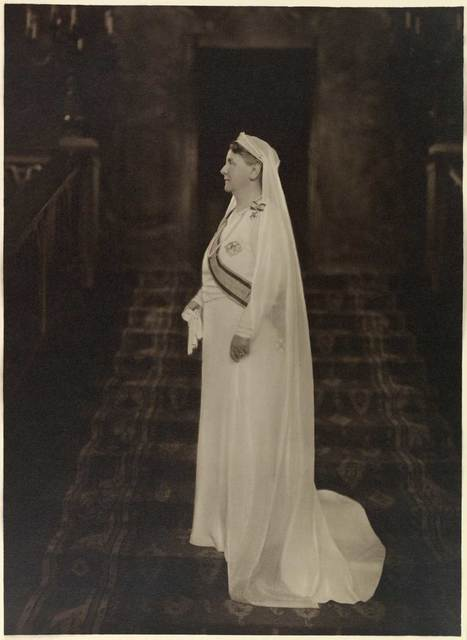
ملکه ویلهلمینا با لباس سفید عزاداری

مراسم سوگواری در سراسر جهان دارای ریشه‌های مشترک بوده ولی رسوم و آیین‌ها بسته به زمان، مکان و فرهنگ متفاوت است.
در بسیاری از مناطق ایران رسم بر این است که دوستان و اقوام فرد درگذشته پس از تدفین وی به منزل صاحبان عزا رفته و با خواندن نماز میت به وی تسلیت می‌گویند. سپس در مجالس متعدد (مانند سوم، شب هفت، چهلم و سال) وی شرکت کرده و با خواندن سوره فاتحه الکتاب برای روح مرده طلب مغفرت می‌نمایند. تسلیت به بازماندگان با گفتن جملاتی نظیر «تسلیت عرض می‌کنم» و «خداوند رحمت کند» صورت می‌گیرد.
گاهی دعوت از آشنایان برای شرکت در مراسم عزاداری به وسیله چاپ آگهی فوت و ترحیم صورت می‌گیرد. در این‌صورت، چاپ آگهی ترحیم، یکی از اولین اقداماتی است که پس از مرگ متوفی و توسط خانواده و دوستان وی صورت می‌پذیرد.

## عزاداری مذهبی و سیاسی

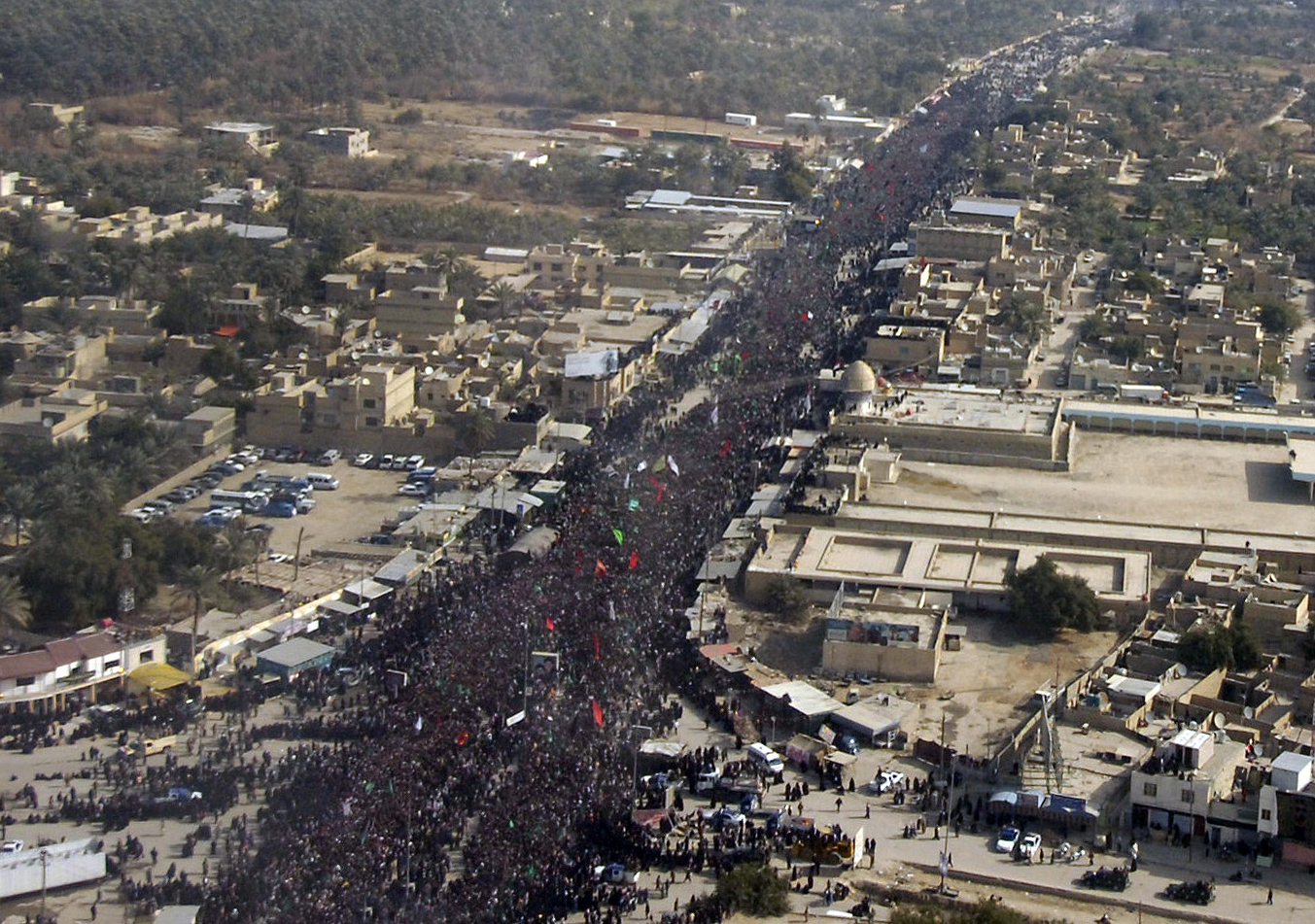
عزاداری روز عاشورا در کربلا

گاهی برگزاری مراسم عزاداری جزئی از فرهنگ یک قوم می‌شود. سوگ سیاوشان نه تنها هزاران سال است که ادامه دارد، بلکه منشأ خلق یکی از قدیمی‌ترین نمایشنامه‌های تاریخ بشر بوده و بر عزاداری تاریخی و مهم دیگری همچون عاشورا نیز تأثیر گذاشته‌است.
در مذهب شیعه عزاداری برای شهیدان واقعه عاشورا نوعی عمل مذهبی تلقی می‌شود که توسط مختار ثقفی پایه‌گذاری شده و تا به امروز ادامه یافته‌است. گاهی نیز مراسم عزاداری جنبه سیاسی به خود گرفته و کارکردی به کلی متفاوت می‌یابد. قیام ۱۵ خرداد ۱۳۴۲ با واقعه مدرسه فیضیه قم در یک مجلس عزاداری آغاز گردید. مراسم بیست و یکمین سالگرد درگذشت آیت‌الله خمینی در سال ۱۳۸۹ در تهران نمونه دیگری از غلبه سیاست بر جنبه سوگواری مراسم است.

## پوشش سوگ
یکی از روش‌های عزاداری پوشیدن لباس مخصوص عزا است. اگرچه پوشیدن لباس سیاه به عنوان لباس عزا بسیار متداول است، ولی لباس‌های دیگری نیز برای عزاداری مورد استفاده قرار می‌گیرند. در بخش‌هایی از اروپا و در سده‌های میانی لباس رسمی عزاداری سفید بوده‌است. با اینحال، رسم پوشیدن لباس تیره و به‌خصوص لباس سیاه، به پیش از میلاد مسیح بازمی‌گردد. لباس عزا می‌تواند شامل لباس کامل، کلاه، عینک و دستکش باشد. در برخی از نقاط جهان خصوصاً اروپا، زنان بیوه برای مابقی عمر خود فقط نوع خاصی از لباس می‌پوشند.

## آرایش عزاداری
امروزه تظاهر به غمگین بودن و نقش و کارکرد نمایشی مراسم عزاداری چنان اهمیت یافته‌است که برخی برای غمگین نشان داده شدن، مجبور به انجام آرایش مخصوص عزا می‌شوند. اگرچه آرایشگاه‌ها رسماً آرایش عزا نمی‌کنند، ولی مشتریان خاص خود را نیز دارند. نحوه آرایش فرد عزادار در مجالس گوناگون تفاوت می‌کند. برای مثال برای مجلس سوم، آرایش باید فرد را پریشان‌تر نشان دهد و به همین دلیل مدل موهای باز توصیه شده‌است. در عوض در مجالس هفت یا چهلم موهای بسته و رنگ پریده توصیه می‌شود. آرایش و گریم افراد برای عزا از گران‌قیمت‌ترین گریم‌ها است.

## سوگواری در فلسفه
اولین بار فروید بود که تمایز میان سوگواری و افسردگی را تشخیص داد. او متوجه شد که بیمارانِ افسرده‌حالش دچار فقدانی عمیق‌اند اما – برخلاف بیمارانی که با موفقیتی گر چه دردناک دوران سوگواری را سپری می‌کنند – خودشان هم نمی‌دانند چه / که را از دست داده‌اند.
شاید عزیزی را. شاید جایگاه و منزلتی اجتماعی را. شاید اعتقادی سیاسی یا مذهبی را، باوری را.
اما بنا به دلایلی، جزئیات این فقدان دردآورتر از آن بوده که بتوانند با آن رودررو شوند. آن‌ها نمی‌توانند از آن‌چه بر سرشان آمده بود سر درآورند.

## متن‌های تسلیت
در فرهنگ‌های مختلف، بیان پیام‌های تسلیت و استفاده از جملات تسلی‌بخش در مواقع سوگواری، یکی از راه‌های ابراز همدردی با بازماندگان محسوب می‌شود. این پیام‌ها اغلب شامل آرزوهای صبر برای بازماندگان و طلب آمرزش برای فرد درگذشته است. متن‌های تسلیت در مراسم رسمی، کارت‌های همدردی و پیام‌های شخصی به‌کار می‌روند و می‌توانند بسته به فرهنگ و مذهب جوامع متفاوت باشند.
برخی نمونه‌های متداول از متن‌های تسلیت در ایران به شرح زیر است:
- «از شنیدن خبر درگذشت [عزیزتان] بسیار متأثر شدم. امیدوارم خداوند به شما و خانواده‌تان صبر عطا کند.»
- «اندوه بی‌پایان ما از این واقعه غیرمنتظره قابل وصف نیست. روحشان شاد و یادشان گرامی باد.»

## همچنین بنگرید
- آگهی ترحیم
- آمرزش‌خوانی
- اختلال تنش‌زای پس از رویداد
- پیر شالیار
- تنیدگی
- جنازه
- خاک‌سپاری
- خاکستر کردن
- رودالی
- سنگ‌قبر
- سوگ
- سوگ سیاوش
- سوگواری محرم
- سوگواری محرم در ایران
- کرب‌زنی
- گور
- غم
- گورستان
- نماز میت